# Lars Lilholt Band
Lars Lilholt Band er et dansk folk-rock-orkester, der har eksisteret under navnet siden 1983 og har navn efter forsangeren Lars Lilholt. Orkesteret har udgivet omkring 20 albums og er kendt som et meget aktivt live-orkester, blandt andet under mange musikfestivaler i Danmark. Deres mest populære nummer, "Kald det kærlighed", er medtaget i Kulturkanonen.

## Historie
Lars Lilholt har rødder tilbage til det danske folkemusik-miljø, og i slutningen af 1970'erne spillede han i folk-rock-orkesteret Kræn Bysted's. Dette orkester stoppede i 1982, og Lars Lilholt havde nu mulighed for at indspille nogle sange, der ikke havde passet ind i Kræn Bysted's. Året efter udvalgte han nogle af musikerne fra indspilningen af debutpladen (Og Fanden Dukked' Op Og Sagde "JA") og arrangerede en turné, der også bragte dem til Roskilde Festival, hvor orkesteret fik lidt af et gennembrud. På det tidspunkt bestod orkesteret af Lars Lilholt, Tine Lilholt, Kristian Lilholt, Gert Vincent og Tommy Kejser. Sidstnævnte forlod bandet i 1991 for at blive fuldtidsmanager for bandet. Han blev afløst af Tom Bilde, der kom fra Mek Pek Partyband. 
Efter et intermezzo i midtfirserne med Dalton (Lars Lilholt, Johnny Madsen og Allan Olsen) samlede Lars Lilholt i 1986 igen orkesteret med inspiration til et mere rockende udtryk. En stabiliserende faktor for orkesteret i disse år var en kontrakt på fire plader, hvilket gav ro til at fordybe sig i såvel tekst som musik, blandt andet ved sparring med Nils Torp.
I begyndelsen af 1990'erne var der opløsningstendenser i orkesteret, men ved at udsende live-albummet Kontakt fik orkesteret den hidtil største salgssucces, og sangen "Kald det kærlighed", som oprindeligt var med på pladen Portland, fik pludselig sit gennembrud og blev en landeplage. I 1992-93 stod karrieren for Lars Lilholts vedkommende igen i Dalton Trioens tegn, idet orkestret udgav deres debutalbum: Dalton. Den resulterede i en turné rundt i Danmark med mange udsolgte koncerter.
I vinteren 1993-94 blev Lilholt Band igen samlet, og man indspillede albummet Kong Pukkelrygs Land. Den blev startskuddet til en koncertturné i sommeren 1994, der blev kaldt Et Ekko Af Sommer, og der blev indspillet et livealbum med samme navn, der blev udgivet samme år, og som solgte over 70.000 eksemplarer. Siden har Lars Lilholt Band været en fast institution og spiller de fleste år mere end 50 koncerter over hele landet.
I 2005 forlod Kristian Lilholt bandet for at arbejde mere seriøst med sin solokarriere, som han ellers har haft kørende sideløbende med Lars Lilholt Band. Han blev erstattet af H.C. Röder, der spillede keyboard i bandet frem til 2010.
Desuden kom Eskild Dohn med som et supplement i lydbilledet. Han har tilført bandet nye lydmæssige dimensioner med bl.a. trompet og saxofon.
Lars Lilholt og Gert Vincent er de eneste tilbageværende af den oprindelige besætning fra starten i 1982, da Tine Lilholt omkring årsskiftet 2006-07 meddelte, at hun ville forlade bandet for at hellige sig kunstmaleriet og sin familie.
Udgivelsen Storyteller #1 (2006) var en slags "back to basics" for Lars Lilholt Band, da albummet blev til på baggrund af den stille oplevelse i fortællekunsten, som bandet i første omgang slog sig op på. – Formidlingen af en historie omkring den enkelte sang. – En "ramme" for den enkelte sang. Albummet blev optaget på Horsens Ny Teater den 21. og 22. september 2006 live, og foregik i en meget stille atmosfære sammenlignet med sommerens store koncerter, hvor der oftest er flere tusinde tilskuere til hver koncert.
Allerede den 21. december – altså 1½ måned efter udgivelsesdatoen – opnåede Storyteller #1 20.000 solgte eksemplarer.
I 2008 udgav bandet hele to albums: først Smukkere med tiden og senere på året Jokerne, som er en plade med omskrivninger af andre sange af diverse kunstnere; lige fra Bob Marley til John Lennon.
I 2010 udgav Lars Lilholt sammen med Dalton albummet Tyve ti og CD/DVD'en Dalton var her. De turnerede i hele 2010.
I somrene 2011 og 2012 turnerede Lars Lilholt Band sammen med Copenhagen Drummers.
I 2012 kom albummet Stilheden Bag Støjen, der fik guldplade-status efter en uge. Albummet blev i 2015 fulgt op af Amulet, der bl.a. indeholdt sange som "Sammenholdet er forbi", "Battling kid" og "I en gade gik jeg engang"; på sidstnævnte sang medvirkede Oh Land. Oh Land medvirkede også på det næste album Drømmefanger fra 2018 på sange som "En morgen i Amsterdam" og "Sig mit navn", mens Johnny Madsen sang med på "Geddens tænder". Som single fra dette album udkom "Da Danmark var en slavenation".
Efter udgivelsen af livealbummet Lars Lilholt Band - Live på Smukfest (2019), udkom albummet Decameron i 2021.

## Medlemmer
- Lars Lilholt (sang, violin, guitar mm.)
- Gert Vincent (elguitar)
- Eddi Jarl (trommer, slagtøj)
- Anders Bækgaard (elbas)
- Kristian Fogh (keyboard)
- Lærke Lilholt (kor)
- Mads Kjøller-Henningsen (2017-nu, fløjter og drejelire)[26]
- Malene Mailand (kor)

Alle medlemmer af orkesteret spiller mange flere instrumenter, her er nævnt de vigtigste.
Tidligere medlemmer
- Kristian Lilholt (1983-2004, keyboard)
- Tine Lilholt (1983-2006, fløjte)
- Tommy Kejser (1983-1990, elbas)
- H.C. Röder (2005-2010, keyboard)
- Eskild Dohn (2005-2012, sax, trompet, guitar)
- Klaus Thrane (1987-2014, trommer)
- Tom Bilde (1990-2018, elbas)

## Diskografi

### Lars Lilholt Band
- Jens Langkniv (1984)
- Portland (1986)
- Kontakt (live, 1990)
- Kong Pukkelrygs Land (1994)
- Et Ekko Af Sommer (live, 1995)
- Lars Lilholt Band (norsk opsamling, 1996)
- Masai (1997)
- Gi' det blå tilbage (opsamlingsplade, 1998)
- Gloria (2001)
- Den 7. dag (2004)
- De lyse nætters orkester (dobbelt-cd + dvd, 2005)
- Storyteller #1 (3cd + dvd, 2006)
- Smukkere med tiden (cd + dvd, 2008)
- Jokerne (2008)
- Stilheden bag støjen (2012)
- De lyse nætters orkester 2 & 3 (2014)
- Live på Smukfest (live, 2019)
- Lad julen vare længe (udgivet som Lars Lilholts Jule-folkband, 2020)
- Decameron (2021)
- De nye og de største hits (live, 2022)
- Kosmiske kindkys (2024)

### Lars Lilholt
- Og fanden dukked op og sagde ja! (1982)
- I en sommernat (1988)
- En gang drog vi ud for at slå tiden ihjel (1989)
- Med natten mod vest (1991)
- Kald det kærlighed (1993)
- Nefertiti (2003)
- De instrumentale (2004)
- Manifest (opsamlingsplade, 2013)
- Amulet (2015)
- Drømmefanger (2018)

## Anerkendelse
- 1983: DJBFAs hæderspris for fornyelse af dansk folkemusik
- 1991: Dansk Grammy for live-albummet Kontakt
- 1991: Pris som årets lokalradio-favorit
- 1999: Den danske folkemusik pris
- 2004: 2 Danish Music Award Folk for Årets folkartist og Årets sangskriver
- 2005: "Kald det kærlighed" optaget i populærmusik-kategorien i Kulturkanonen
- 2005: P4-prisen ved Danish Music Award Folk
- 2006: Danish Music Award Folk for årets sangskriver